# Irina Dolgova
Irina Dolgova –en ruso, Ирина Долгова– (Bratsk, 26 de septiembre de 1995) es una deportista rusa que compite en judo.
Obtuvo dos medallas en los Juegos Europeos, plata en Minsk 2019 y bronce en Bakú 2015. Ha ganado cuatro medallas en el Campeonato Europeo de Judo entre los años 2015 y 2019.

## Palmarés internacional
| Juegos Europeos    | Juegos Europeos     | Juegos Europeos   | Juegos Europeos |
| Año                | Lugar               | Medalla           | Categoría       |
| ------------------ | ------------------- | ----------------- | --------------- |
| 2015               | Bakú (Azerbaiyán)   | Medalla de bronce | –48 kg          |
| 2019               | Minsk (Bielorrusia) | Medalla de plata  | –48 kg          |
| Campeonato Europeo |                     |                   |                 |
| Año                | Lugar               | Medalla           | Categoría       |
| 2015               | Bakú (Azerbaiyán)   | Medalla de bronce | –48 kg          |
| 2017               | Varsovia (Polonia)  | Medalla de plata  | –48 kg          |
| 2018               | Tel Aviv (Israel)   | Medalla de oro    | –48 kg          |
| 2019               | Minsk (Bielorrusia) | Medalla de plata  | –48 kg          |